# 考特 (印第安納州)
考特（英語：Courter）是位於美國印地安納州邁阿密縣的一個非建制地區。該地的面積和人口皆未知。

## 歷史
該鎮1869年被測量。
當地郵局1869年成立，於1896年結束運作。

## 地理
考特位於41°16′44″N 85°47′24″W / 41.27889°N 85.79000°W。